# 切尔诺贝利战役
車諾比戰役是俄羅斯入侵烏克蘭的戰役之一，於切尔诺贝利隔离区爆發。儘管危險程度不如仍在運作的札波羅熱核電廠一役，仍引發了輻射外洩的疑慮。

## 俄軍攻勢及奪取核電站
2022年2月24日，俄羅斯入侵烏克蘭的第一天早上7點，核電廠原定的員工換班安排被取消，員工被告知俄羅斯入侵烏克蘭， 核電廠隨即進入高度戒備狀態。當日早上在隔離區約有300人，其中包括核電廠員工，醫護人員，消防員，169名烏克蘭國家衛隊士兵及4名旅客。
數小時後，駐扎在白俄羅斯的俄軍穿越維利恰闖進隔離區。下午兩點，俄軍已經到達核電站的主行政大樓。接下來的數小時，烏克蘭國民衛隊的指揮官及文職人員與俄軍商討投降事宜，此時烏克蘭政府也公開宣佈俄軍對切諾比隔離區發起攻擊。
在車諾比的駐扎單位並沒有配備重型武器或裝備，因此他們無法抗衡俄軍的裝甲車輛。烏軍被包圍，兩輛俄軍的GAZ猛虎車開進車諾比核電站並給與烏軍最後通牒，强迫國民衛隊成員立刻投降。
最終，烏克蘭政府宣佈俄軍已經奪取車諾比和普里皮亞季。隨著俄軍成功奪取隔離區，美國政府宣佈「據可信消息指俄軍目前正在脅持車諾比核電廠的員工為人質」。
國際原子能總署稱「隔離區内既沒有傷亡也沒有破壞」。俄國稍後稱正在與烏克蘭人保護車諾比核設施。

## 俄軍佔領時期
俄羅斯國防部稱已經與保護核電廠的烏軍達成協議、讓工作人員可以繼續正常工作，但也有消息指俄羅斯把核電廠的工作人員挾持作為人質。
在俄軍佔領期間的車諾比核電廠員工無法離開，只能繼續維持核電廠運作。 員工拒絕俄軍提出與紅星電視台采訪的要求，其後俄軍在核電站内設立了數個檢查站並嚴密監視核電廠員工。
3月9日，乌克兰外交部部長德米特羅·庫列巴表示，切尔诺贝利核电站的供電系統已經損毀。核電站失去電力來源，其柴油發電機的後備系統只能夠維持冷卻系統運作48小時，所以會有核電泄露的風險。俄羅斯外交部發言人瑪麗亞·扎哈羅娃指俄羅斯聯邦國家近衛軍正與核電廠員工及已投降的烏軍開展「聯合行動」以維持對車諾比核電廠的控制。
3月18日，俄軍攻入斯拉武特奇。戰鬥持續九天，最終俄軍取得勝利。3月20日，俄軍允許部分核電廠員工回家，這些離開的人員會被核電廠外的志願者代替。

### 潛在輻射泄露

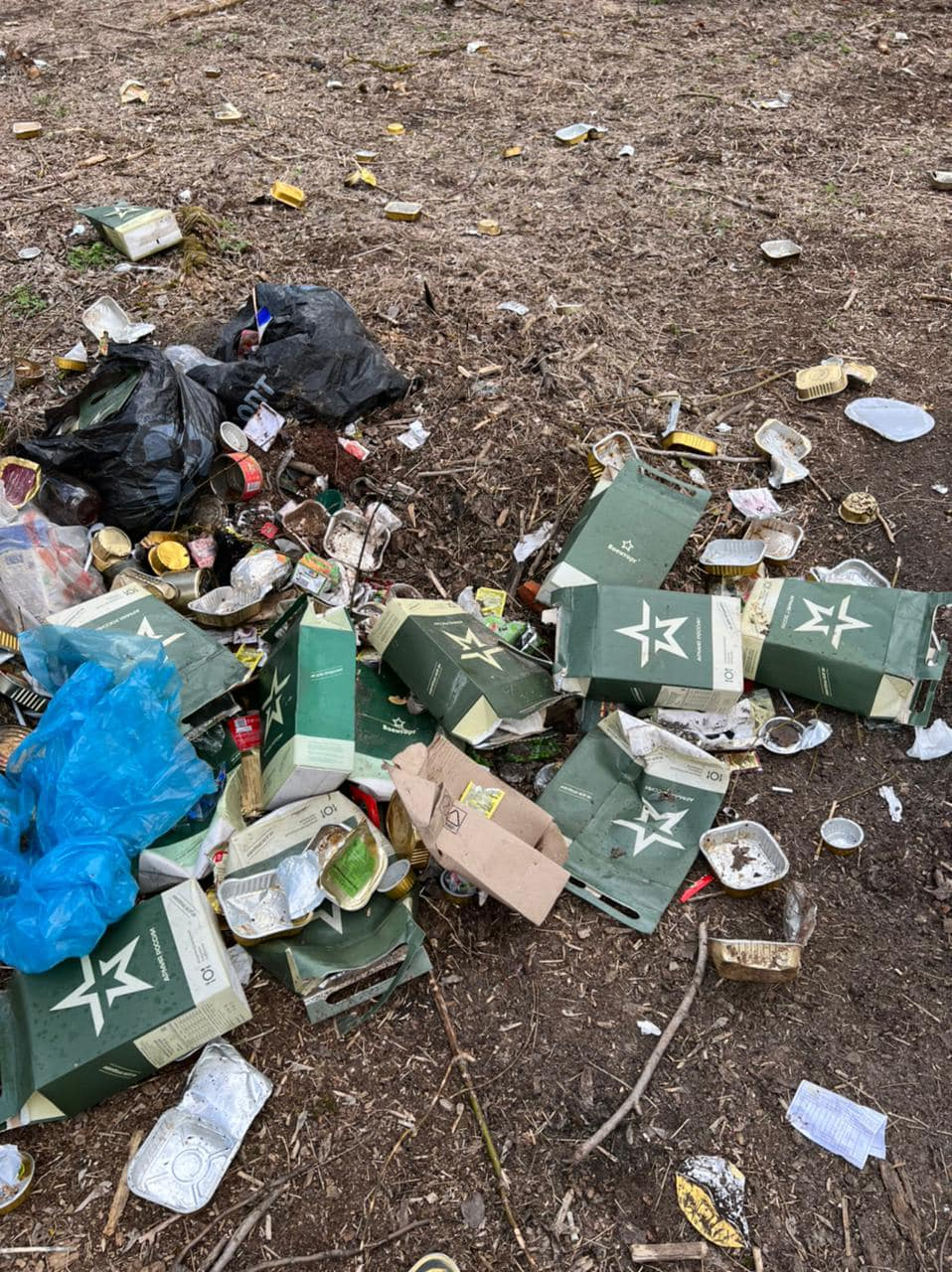
俄羅斯的野戰口糧包裝盒被遺留在紅色森林區域

據路透社報導俄軍車輛進入紅色森林區域作爲他們進入車諾比核電廠的途徑，因此揚起了森林中的放射線塵。當地工人報告稱，俄軍駛進紅色森林時並無穿着防護服，有可能受到危害。在2022年3月31日，有報告指大部分佔領車諾比的俄軍在嚴重污染的紅色森林挖掘戰壕，隨後患上輻射疾病而被迫撤退。烏克蘭官員允許進入該地點之後，發現了大量在紅色森林中挖掘戰壕的證據。2022年4月1日，《每日電訊報》報導稱，一名曾在紅色森林長期紮營的俄羅斯士兵死於放射線病。
據本地工人和科學家稱俄軍從實驗室内洗劫了放射性的物料。

## 俄軍撤離
3月29日，俄羅斯國防部副部長亞歷山大·福明宣佈俄軍將撤出基輔地區。4月1日烏克蘭國家隔離區管理局稱俄軍已從車諾比核電廠完全撤離。
隨著俄軍撤離，在核電廠内工作的員工重新升起了烏克蘭國旗。國際原子能總署總幹事拉斐爾·馬里亞諾·格羅西宣佈原子能總署會「儘快」向核電廠派遣支援團隊。4月3日，烏克蘭軍隊重新進駐隔離區。
在烏軍重新控制車諾比後，當局發現核電廠辦公室内有明顯的損毀情況，包括塗鴉已經被打碎的窗戶。華盛頓郵報更進一步估計高達一億三千五百萬的設備遭損毀，包括電腦，車輛及輻射劑量計。